# Islamische Religionsgemeinschaft Berlin
La Islamische Religionsgemeinschaft Berlin (Communauté berlinoise du culte musulman) est une importante fédération des organisations islamiques de Berlin. 
Elle appartient au Conseil central des musulmans d'Allemagne. Le président de l'Islamische Religionsgemeinschaft Berlin est Abdurrahim Vural.
Quelques membres de Millî Görüş feraient partie du conseil de l'Islamische Religionsgemeinschaft Berlin.